# Tecnología Terminator
La Tecnología Terminator es el nombre coloquial con que se conoce los métodos propuestos para la restricción del uso de vegetales genéticamente modificados, por medio de obtener que la segunda generación de semillas devenga estéril. Esta pertenece a las GURT (acrónimo inglés de Grupo de Tecnologías de Restricción de Uso).

## Historia
Esta tecnología fue inicialmente desarrollada por el Departamento de Agricultura de EE. UU. y la Delta and Pine Company (D&PL) en los años 1990s, y aún no ha sido incorporada a cultivares comerciales, y por supuesto no está autorizada su venta. Ambas organizaciones obtuvieron la patente 5,723,765 por esta tecnología. También la solicitaron otros 78 países.
Debido a que algunos grupos interesados expresaron preocupación en que esta tecnología pudiese generar dependencia en los países más pobres, Monsanto, una compañía dedicada a la producción de bienes para usos agrícolas, consideró no comercializar esta tecnología, aun si llegase a estar comercialmente disponible. Como sería extraño que una empresa no rentabilizara sus activos, Greenpeace ofreció comprar dicha patente por 1 Libra esterlina.
Los clientes que compran semillas transgénicas patentadas a Monsanto deben firmar un contrato de no guardar o vender las semillas de sus cosechas, lo que previene la necesidad de un “gen terminator“. D&PL, que había estado haciendo pruebas de invernadero con semillas Terminator y que tenía una patente canadiense al respecto obtenida el 11 de octubre de 2005, trató de comercializar esta tecnología, pero D&PL fue luego adquirida por Monsanto en 2007.
Otras compañías que han estado desarrollando GURT incluyen Novartis, AstraZeneca, Monsanto, Pioneer Hi-Bred, Rhone Poulenc y DuPont.

## Oposición
La oposición expresada por agricultores, organizaciones no gubernamentales, comunidades indígenas y algunos gobiernos. En el 2000, la Convención de Diversidad biológica de las Naciones Unidas recomendó una moratoria "de facto" para pruebas en terreno y venta comercial de las semillas terminator. El Parlamento Europeo recomendó a la ONU continuar la moratoria, lo cual finalmente ocurrió. Algunos países como India y Brasil han generado legislación para prohibir específicamente este tipo de tecnologías.

## Tipos de GURT
Hay básicamente dos tipos de semillas estériles, éstas son:
- V-GURT: produce semillas estériles en el sentido en que un granjero que hubiese adquirido semillas que incorporen la tecnología V-GURT no tuviese la posibilidad de guardar estas semillas de la cosecha con el propósito de una futura siembra. Esto no tendría un impacto inmediato sobre el amplio volumen de granjeros que utilizasen semillas híbridas, siendo que ellos no producirían sus propias semillas para fines de siembra, sino que comprarían semillas híbridas especiales de compañías especializadas. Esta tecnología actúa a nivel de la variedad de la planta: de ahí la ‘V’ del nombre V-GURT. Los productores de las cosechas genéticamente mejoradas utilizarían esta tecnología para proteger sus productos contra un uso no autorizado.

- T-GURT: Este segundo tipo de GURT modifica la cosecha en una forma tal que las trazas mejoradas por ingeniería genética del vegetal no se producirán a menos que dicha planta fuese tratada con un producto biotecnológico ofrecido por la compañía de biotecnología. Los granjeros podrían almacenar sus semillas de un año a otro. Sin embargo, ellos no podrían aprovechar los rasgos mejorados del vegetal a menos que comprasen el compuesto ‘activador’. La tecnología está restringida al nivel de las trazas o rasgos, y es por esto que se le llama T-GURT.

## Posibles ventajas
- Incentivos para el desarrollo de nuevas plantas: En territorios en que los sistemas de protección a la propiedad intelectual son ineficientes o aun inexistentes, los GURT podrían ser la alternativa para incentiva a las compañías biotécnicas al desarrollo de nuevas plantas.[1]

- Administración mejorada de la granja : Semillas inviables de plantas V-GURT reducirán la propagación de plantas de presencia espontánea. Estas plantas usualmente generan problemas económicos en los sistemas de granja de más grande y mecanizada escala que incluyen rotación de cultivos.[1]

- Calidad mejorada del grano : Bajo condiciones cálidas y húmedas de cosecha, el grano no-V-GURT puede germinar, lo que reduce la calidad final del total de grano producido. Se especula que este problema no habría de ocurrir con el uso de variedades de grano V-GURT.[1]

- Seguridad biológica : La tecnología V-GURT puede impedir el escape de los transgenes hacia las variedades naturales originales, previniendo así todo impacto sobre la biodiversidad. Las cosechas modificadas para la producción de productos no alimenticios pueden estar equipadas con tecnología GURT que prevenga la transmisión accidental de estos rasgos a aquellas cosechas destinadas para alimentación.[1]

## Posibles desventajas
- Transmisión del rasgo Terminator a otras plantas que si se deba almacenar: Hay preocupación respecto a que plantas V-GURT se polinicen en forma cruzada con plantas no modificadas genéticamente, ya sea que se trate de terreno virgen o de terreno de granjeros que no hayan adoptado esta tecnología. Las plantas V-GURT producirán semillas estériles, pero hay preocupación respecto a la tardía expresión de estas características (generaciones posteriores). Esto no parece ser un problema mayor en terreno virgen, donde una planta estéril será eliminada una generación más tarde por selección natural. Pero puede haber problemas en diversos sistemas de cultivo, particularmente en las comunidades nativas que almacenan semillas y no la adquieren de compañías desarrolladoras. La pérdida de la habilidad de tales granjeros para almacenar semillas derivaría en una biodiversidad agroecológica decreciente en las granjas, así como a una reducción de las cosechas en los cultivos afectados.

- Riesgo en las características alimenticias de los cultivos GURT : De la misma forma en que pasa con los cultivos genéticamente modificados, el riesgo alimenticio de la tecnología GURT debe ser examinado, para el caso de que (y cuando) un cultivo alimenticio de tipo GURT esté en proyecto de ser comercializado.

- Distribución desigual de medios: efectos en las clases vulnerables : Además de potenciales daños biológicos y ecológicos, hay también inquietudes de tipo normativo y económico respecto a la posibilidad de que los pequeños granjeros, pueblos nativos y comunidades rurales enteras resulten dependientes de la cooperación agroindustrial para la obtención de semillas.

- Presunción de derecho : De igual modo que con otras tecnologías, hay debate respecto al rol y responsabilidad implícitos en los supuestos normativos subyacentes a la producción de GURTs. El tema es distinto del problema de producir alimentos genéticamente modificados, pues los productos GURT están diseñados para afectar a las generaciones futuras y pueden tener impactos definidos en la salud y continuidad de la existencia humana. Luego, hay quienes creen que las decisiones en relación con tales productos deben tomar en cuenta más cuestiones que las presentadas por la ley[¿quién?].